# Южноафрикански съюз
Южноафриканският съюз (на английски: Union of South Africa) е историческият предшественик на съвременната Република Южна Африка. Той е създаден на 31 май 1910 г. с обединението на четири преди това отделни Британски колонии: Капската колония, колония Натал, колония Трансваал и колония Оранжева река след присъединяването на двете бурски републики, Южноафриканската република и Оранжевата свободна държава, към Британската империя в резултат на Втората англо-бурска война. След Първата световна война, на Южноафриканския съюз се дава администрацията на Германска Югозападна Африка под мандат на Обществото на народите и тя се третира в повечето отношения като провинция на Съюза.
Южноафриканският съюз се основава като доминион на Британската империя. Той се управлява под формата на конституционна монархия, като британският монарх се представлява от генерал-губернатор. Съюзът достига края си, когато е въведена конституцията от 1961 г. На 31 май 1961 г. нацията става република, под името Република Южна Африка.